# Bhagwan Sahay
Bhagwan Sahay (n. Faridpur, actual Bangladés, 1905 - India, 1986) fue un político indio.

## Biografía
Nacido el 15 de febrero de 1905. Previo a la Segunda Guerra Mundial se encontraba en Inglaterra, estudiando derecho.
Se incorporó a la administración pública de la India en 1951 como Alto Comisionado Indio en Bhopal, y en 1955 como embajador en Nepal, siendo militante del Partido del Congreso Nacional Indio. Luego pasó a ser Gobernador de Delhi (1959-1963), de Kerala (1966-1967) y de Jammu y Cachemira (1967-1973), donde debió hacer frente a diversos ataques pakistaníes por la segregación y los intentos de mantener bajo su soberanía la zona  de Jammu y Cachemira.
Padre del actual parlamentario por el estado de Jaipur, Bhagwan Sahay Sini, miembro de su misma colectividad, nacido en 1953. Retirado de la política, Bhagwan Sahay padre falleción en Nueva Delhi, el 6 de diciembre de 1986.